# Academia Eslovena de Ciencias y Artes

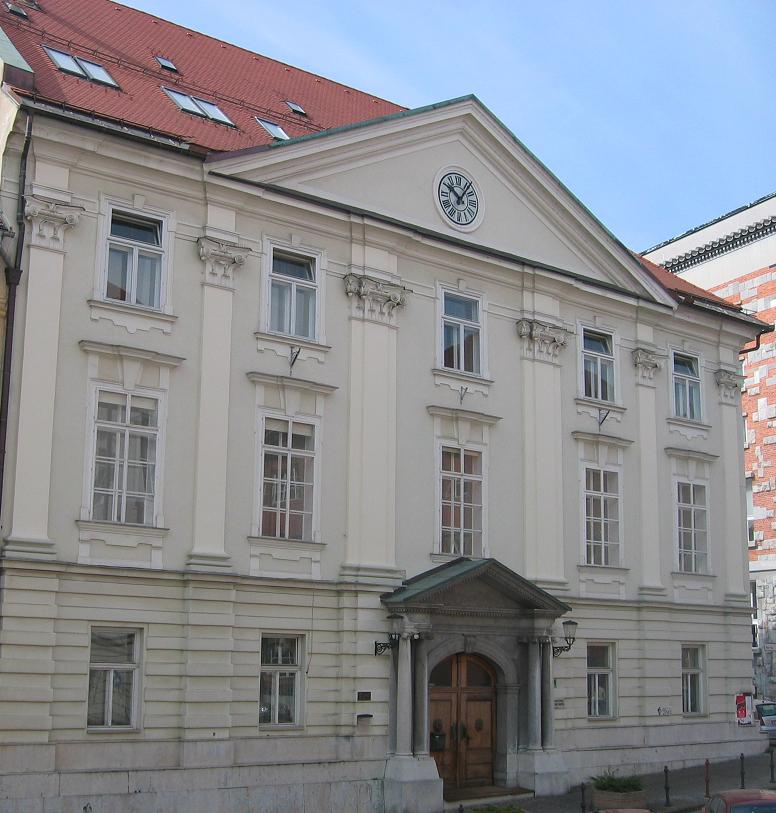
Edificio de la SAZU en Liubliana.

La Academia Eslovena de Ciencias y Artes (en esloveno Slovenska akademija znanosti in umetnosti, SAZU) es la academia nacional de Eslovenia. Tiene como fin desarrollar la ciencia y las artes además de brindar un lugar de reunión a los principales científicos y artistas eslovenos.
Fue fundada en 1938. El 26 de enero de 1943 pasó a integrar el Consiglio nazionale delle Academie de Italia. 
Tiene sesenta miembros y treinta socios. Su sede se encuentra en Liubliana. Su actual presidente es Boštjan Žekš.